# United Rugby Championship
El United Rugby Championship (2017-2021: Guinness Pro14; 2011-2017: Guinness Pro12; 2006–2011: Magners League; 2011–2014: RaboDirect Pro12) es una competición anual de rugby que agrupa a las regiones de Irlanda, Escocia, Gales, desde la temporada 2010-2011 también Italia y desde la temporada 2017-2018 también Sudáfrica. Es una de las ligas más importantes de Europa, junto con la Premiership inglesa y el Top 14 francés. Desde la temporada 2009/10 se juegan playoffs tras la temporada regular. Antes de esa temporada el campeón de la liga se determinaba solo por la clasificación final de la liga regular. Su nombre original es The Celtic League, aunque por motivos de patrocinio se la llama Guinness League.
La temporada regular del United Rugby Championship suele tener lugar desde septiembre a mayo. El United Rugby Championship cuenta con cuatro conferencias de cuatro equipos cada una.
La temporada regular de la Guinness Pro12 se jugaba a dos vueltas (cada equipo juega contra otro en casa y fuera). Los partidos del United Rugby Championship evitan los tradicionales partidos internacionales (Test matches) de noviembre y durante el torneo del Seis Naciones de rugby. Las federaciones (o uniones) galesa, irlandesa, italiana y escocesa de rugby usan el United Rugby Championship como la única competición que determina la clasificación para las competiciones europeas (Copa de Campeones y Copa Desafío Europeo).

## Expansión
En el año 2010 se llegó a un acuerdo entre la Magners League y la Federación Italiana de Rugby para que 2 equipos italianos participen desde la temporada 2010-2011 en el campeonato. La idea inicial era que uno de los equipos representase al norte de Italia tomando como sede Viadana, y que el otro equipo tuviese como sede la capital romana y disputase sus partidos en el Stadio Flaminio, donde jugaba habitualmente la selección italiana de rugby. Sin embargo el proyecto romano no pudo llevarse a cabo, y se invitó al exitoso equipo del Benetton Treviso para que ocupase su lugar, acompañando al Aironi Rugby de Viadana. Para la temporada 2012-2013, debido a problemas económicos y malos resultados, el Aironi Rugby pasa a ser sustituido por el Zebre Rugby de la ciudad de Parma.
Se habían mantenido conversaciones intermitentemente desde hace años con Italia y Sudáfrica sobre la posible expansión de la Magners League a esos países. Una Copa Arco Iris (Rainbow Cup) que involucraría a equipos sudafricanos e italianos junto con los célticos fue anunciada en 2005, pero tras los cambios en los miembros de la South African Rugby Union la idea fue abandonada sin siquiera haber comenzado la competición.
También el London Welsh expresó en el pasado su interés en unirse a la Magners League si fuera descendido y eliminado de la Guinness Premiership de Inglaterra. Además la Unión Escocesa de Rugby (SRU) expresó en 2007 su interés en establecer un club escocés en Londres, que jugaría como el tercer equipo escocés de la liga. Ninguna de estas opciones se llevó a efecto.
En el verano de 2017 tras la reducción de equipos del Super Rugby se produce el acuerdo entre la Liga Celta y la SARU, Cheetahs y Kings abandonan la gran competición de franquicias del Hemisferio Sur, para unirse a la Guinness Pro 12 que desde ese momento pasará a ser Pro 14.

## Equipos actuales
| Equipo           | Grupo          | Estadio (Capacidad)              | Ciudad/Área de Influencia  |
| ---------------- | -------------- | -------------------------------- | -------------------------- |
| Glasgow Warriors | Escocia–Italia | Scotstoun Stadium (7351)         | Glasgow, Escocia           |
| Edinburgh Rugby  | Escocia–Italia | Edinburgh Rugby Stadium (7800)   | Edimburgo, Escocia         |
| Zebre Rugby      | Escocia–Italia | Stadio Sergio Lanfranchi (5500)  | Parma, Italia              |
| Benetton Treviso | Escocia–Italia | Stadio Comunale di Monigo (6700) | Treviso, Italia            |
| Cardiff Rugby    | Gales          | Cardiff Arms Park (12 125)       | Cardiff, Gales             |
| Dragons          | Gales          | Rodney Parade (8700)             | Newport, Gales             |
| Ospreys Rugby    | Gales          | Liberty Stadium (20 500)         | Swansea, Gales             |
| Scarlets         | Gales          | Parc y Scarlets (14 870)         | Llanelli, Gales            |
| Connacht Rugby   | Irlanda        | Galway Sportsgrounds (7.000)     | Galway, Irlanda            |
| Leinster Rugby   | Irlanda        | RDS Arena (18 000)               | Dublín, Irlanda            |
| Munster Rugby    | Irlanda        | Thomond Park (26 000)            | Limerick, Irlanda          |
| Ulster Rugby     | Irlanda        | Ravenhill Stadium (12 800)       | Belfast, Irlanda del Norte |
| Bulls            | Sudáfrica      | Loftus Versfeld Stadium (51 762) | Pretoria, Sudáfrica        |
| Lions            | Sudáfrica      | Ellis Park Stadium (62 657)      | Johannesburgo, Sudáfrica   |
| Sharks           | Sudáfrica      | Kings Park Stadium (52 000)      | Durban, Sudáfrica          |
| Stormers         | Sudáfrica      | Cape Town Stadium (55 000)       | Ciudad del Cabo, Sudáfrica |

## Equipos que participaron en ediciones anteriores
| Equipo          | Años      | Estadio y capacidad                        | Ciudad/Área de influencia    |
| --------------- | --------- | ------------------------------------------ | ---------------------------- |
| Border Reivers  | 2002-2007 | Netherdale, 6000                           | Galashiels, Escocia          |
| Celtic Warriors | 2003-2004 | Brewery Field, 12 000 y Sardis Road, 8.000 | Bridgend y Pontypridd, Gales |
| Cheetahs        | 2017-2020 | Estadio Free State, 46 000                 | Bloemfontein, Sudáfrica      |
| Southern Kings  | 2017-2020 | Estadio Nelson Mandela Bay, 48 000         | Puerto Elizabeth, Sudáfrica  |

## Historia

### Los comienzos
Para las temporadas de 1999 y 2000 Gales y Escocia unieron fuerzas con la expansión de la Welsh Premier Division incluyendo al Edinburgh y al Glasgow pasando a denominarse Welsh-Scottish League.
En 2001 un acuerdo entre la Irish Rugby Football Union (IRFU), la Scottish Rugby Union (SRU) y la Welsh Rugby Union (WRU) para crear una competición nueva en la que participarían las cuatro provincias irlandesas dio como resultado en 2001 la competición que podría ser considerada como el germen de la Celtic League.
Algunos vieron la competición como una futura Liga Británico-Irlandesa con equipos que tomaran parte también desde Inglaterra. Aunque la WRU había negociado previamente con la Rugby Football Union (RFU) para formar una Liga Anglo-Galesa pero las negociaciones se rompieron al no llegar a un acuerdo sobre el número de participantes por parte de cada unión.

### Temporada 2001-2002
En la primera temporada participaron quince equipos: Las cuatro provincias irlandesas(Connacht, Leinster, Munster y Ulster), dos equipos escoceses (Edinburgh Reivers y Glasgow) y los nueve equipos de la Welsh Premier Division (Bridgend, Caerphilly, Cardiff, Ebbw Vale, Llanelli, Neath, Newport, Pontypridd y Swansea).
La competición se jugó de forma parecida a cada una de las competiciones nacionales propias. Fueron divididos todos los equipos en dos grupos de 8 y 7 equipos cada uno y se jugaron todos los partidos a una sola vuelta. Los mejores cuatro equipos de cada grupo accedieron a un torneo de eliminación simple hasta encontrar el vencedor. Además, los enfrentamientos entre equipos dentro de la Welsh-Scottish League también contaban para la nueva competición.
La liga del 2001-2002 fue dominada por los equipos irlandeses alcanzando los cuatro equipos los cuartos de final, tres de ellos llegaron a semifinales, y la final fue jugada en Lansdowne Road entre Leinster y Munster alzándose el equipo con base en Dublín (Leinster) con la victoria tras un partido apretado con el siguiente marcador final: 24-20.

### Temporada 2002-2003
La siguiente temporada comienza con la propuesta de la Celtic league para que fueran abandonadas las ligas escocesa y galesa en 2002. Asimismo, el campeonato interprovincial irlandés fue degradado y considerado una competición menor.
El formato de esta nueva temporada era idéntico al de la anterior salvo por la inclusión de un tercer equipo escocés los nuevamente refundados Scottish Borders.
En lo deportivo, el campeón Leinster falló, sorprendentemente, en los cuartos de final de 2003 y no pasó la ronda. En su ausencia, Munster ganó fácilmente la competición venciendo a Connacht en cuartos (33-3), Ulster en semifinales(42-10), y a Neath en la final por 37 puntos a 17. La final de 2003 se jugó en Cardiff.

### Temporada 2003-2004
Un gran cambio en la filosofía de la Liga Celta tuvo lugar durante el comienzo del 2003, parcialmente debido a problemas comerciales de la liga en sí misma, pero, mayormente debidos a los problemas financieros del rugby regional galés que dejó a Gales con solo cinco clubs completamente profesionales. Se decidió que la Liga Celta se convertiría en la única liga profesional de los tres países, incorporando a todos los irlandeses, tres escoceses y los nuevos cinco galeses (Cardiff Blues, Celtic Warriors, Llanelli Scarlets, Neath-Swansea Ospreys y Newport Gwent Dragons).
Con ello, se reformó el formato a uno de liga tradicional, todos los clubs jugarían entre ellos dos veces (en casa y fuera), lo que significó que la temporada duró 22 jornadas, y fue la más disputada hasta ese momento debido a la unión de los equipos galeses y que los equipos irlandeses y escoceses se reforzaron gracias al fichaje (y mantenimiento) de jugadores estrella, con lo que la liga, en términos rugbísticos fue un éxito. Para la temporada 2003/04 también se introdujo la Copa Celta (Celtic Cup), una competición típica de copa con enfrentamientos directos entre los 12 equipos de la Liga Celta.
Sin embargo, el desafortunado retraso en el comienzo de la liga y la deficiente organización del calendario de trabajo, significó que, primero la Copa del Mundo de 2003 y después el Torneo de las Seis Naciones, evitaran la participación de las grandes estrellas de la liga en más de la mitad de los partidos. Esto significó que comercialmente la liga se colapsó, especialmente mirando en las recientemente adoptadas regiones galesas donde el juego siempre había estado basado en los clubes, y no existía la tradición regionalista irlandesa o escocesa. La temporada acabó con los Llanelli Scarlets como ganadores con más de cuatro puntos sobre Ulster.

### Temporada 2004-2005
El formato de la liga fue redefinido al comienzo de la temporada 2003-2004, ya que los participantes decidieron una mejor gestión de las fechas de los partidos para que no hubiera interferencias con las selecciones nacionales y hacer de la liga un producto más rentable. La liga se jugó hasta abril y después la Celtic Cup competición que fue disputada por los mejores ocho equipos de la Liga.
Aunque, a pesar de la mejora en la estructura de la liga, esta no fue suficiente para mantener a todos los clubes participantes, ya que la WRU tomó la decisión de eliminar a los Celtic Warriors, lo que significó que en la nueva temporada solo habría once equipos, con únicamente cuatro galeses.
El nuevo formato dotó a la liga con una temporada hecha a medida, libre de grandes distracciones como la Copa del Mundo de Rugby. Y con las regiones galesas parcialmente unidas, mostró que la Liga Celta podría durar muchos años.
La temporada 2004-2005 fue la primera en la que Irlanda aceptó usar la Liga Celta como la base por la que determinar que provincias entrarían en la Heineken Cup. La IRFU (Irish Rugby Football Union había siempre clasificado a Connacht como un equipo en desarrollo y elegido a Leinster, Munster y Ulster por encima de él, siendo siempre estos tres grandes los que acudían a la Heineken Cup.
La IRFU también insistío que las sesiones de entrenamiento para la selección tuvieran preferencia sobre los partidos de la Liga Celta, como consecuencia de esto las provincias irlandesas (especialmente Munster y Leinster) a menudo jugaban con equipos B los partidos de la liga. Esto devalúo la competición, aunque los aparentemente debilitados equipos irlandeses acabaron segundo (Munster) y tercero (Leinster) de la liga y, aun así Munster ganó la Copa. Los Ospreys ganaron el campeonato completando dos victorias seguidas de los equipos regionales galeses.
En esta temporada también se anunció la creación de la "Rainbow Cup" que reemplazaría a la Celtic Cup con cuatro equipos provinciales italianos y nueve sudafricanos junto con los de la Liga Celta. También se sugirió que los clubes italianos entraran en una Liga Celta ampliada, sin embargo esto se demostró que era simplemente un bulo informativo.

### Temporada 2005-2006
La temporada comenzó algo convulsa porque se pensaba que la Anglo-Welsh Cup podría hacer desaparecer la Liga Celta. A pesar de que los galeses aseguraron que el torneo Anglo-Galés propuesto no iba a interferir con sus compromisos con la Liga Celta ni con la posible 'Rainbow League', la SRU y la IRFU reclamaban a la WRU que hubiera hecho los arreglos de los juegos en cinco fines de semana sin observar el calendario de la liga. Hasta tal punto llegaron los problemas que se votó en junio del 2005 la posible salida de los equipos galeses proponiendo que continuara la competición entre los equipos escoceses e irlandeses, con la posible incorporación de los cuatro equipos galeses y la readmisión de los galeses para la temporada siguiente (2006-2007). Finalmente, se llegó a un acuerdo, permitiendo que continuara la Liga Celta tras readmitir a los equipos galeses reestructurando el calendario para que los clubes galeses pudieran jugar la Anglo-Welsh Cup.
A pesar de estos problemas, la liga disfrutó de su temporada más satisfactoria. Se rompió el récord de asistencia a un partido de la Liga Celta cuatro veces desde los 12.436 espectadores en el partido: Cardiff Blues Vs. Newport Gwent Dragons el 15 de diciembre de 2005 hasta los 15.327 espectadores del Cardiff Blues Vs. Leinster en el Millennium Stadium. La audiencia total para la temporada fue mejorada en cerca de unas 50.000 personas con respecto a la temporada anterior (571.331 frente a 521.449 de la 2004-2005).
La liga estuvo muy reñida y no se decidió hasta la última jornada en la que Ulster y Leinster se jugaban el título. Tras la victoria de Leinster en Edimburgo y con Ulster perdiendo contra los Ospreys, parecía que la copa iría a Dublín pero David Humphreys pateó en el último minuto un drop goal que otorgó el juego y la liga al Ulster.

### Temporada 2006-2007
En mayo de 2006 se anunció que la marca de sidra irlandesa Magners se convertiría en el patrocinador de la liga para las siguientes cinco temporadas, con lo que la liga pasaría a denominarse desde ese momento en "Magners League". Y aunque en la República de Irlanda, la marca es conocida como Bulmers Irish Cider (usando el de Magners en el resto de las islas británicas), el nombre de Magners se mantiene allí como el de la liga. La política de patrocinio iniciada por Magners con esta liga se perpetuó en el tiempo y también patrocina equipos de Rugby Union como el Edinburgh Rugby y los London Wasps de la Guinness Premiership.
En lo respectivo a los clubes, la Unión de Rugby de Escocia (SRU) anunció que el club del territorio de los Borders podría ser desarticulado para el final de la temporada 2006-2007. Y que podría ser reabierto cuando la deuda de la unión descendiera y su situación financiera hiciera posible la reapertura junto con un cuarto posible territorio escocés(cuatro equipos profesionales era el plan original para la SRU) con Falkirk, Stirling o un equipo ubicado en Londres como posibles sedes; o incluso los Caledonain Reds, la región olvidada de Escocia, reabiertos. Pero por el momento Escocia solo podría tener dos equipos profesionales con sede en Edimburgo y Glasgow.
En el aspecto deportivo, Ospreys ganó la liga en el último día de competición. La victoria en casa de los Blues sobre Leinster permitió a los Ospreys ganar la liga por una diferencia de un solo punto tras la victoria fuera contra los Borders.
Esta temporada, el récord de asistencia fue destrozado con respecto a años anteriores tras un lleno absoluto en Lansdowne Road (48.000 espectadores) en el partido Leinster vs. Ulster. Además, este fue el último partido que se jugó en este estadio antes de su demolición y en las entradas se le llamó "The Last Stand" (algo así como "La Última Grada").

### Temporada 2007-2008
En esta temporada 2007-2008 solo diez equipos compitieron tras la disolución del Borders al finalizar la temporada 2006-2007. Además, los Glasgow Warriors se trasladaron al estadio de Firhill. y Leinster, después de perder el título las dos últimas temporadas en la última jornada, finalmente ganó la Liga Celta de 2007-2008 a falta de un partido por jugar, aunque fueran los líderes de la liga durante gran parte de la temporada.
En abril de 2008 se anunció que la Magners League va a introducir un sistema de play-off al final de la liga regular, a partir de la temporada 2009-2010 para determinar el ganador de la liga a imagen y semejanza de lo que ocurre en la Guinness Premiership inglesa o el Top 14 francés. Este hecho (los play-off), esperan que genere una mayor emoción conocer al ganador de la liga, así como ocurre con las ligas francesa e inglesa.

### Temporada 2008-2009
La temporada comenzó en septiembre y acabó en mayo. Compitieron los mismos 10 equipos de la temporada anterior. Munster acabó la temporada conquistando su 2º título de campeón, con 14 victorias y 4 derrotas, siendo Edinburgh el subcampeón. Felipe Contepomi, de Leinster fue el máximo anotador de la liga con 150 puntos, y Thom Evans de Glasgow lideró el ranking de ensayos con 9.

### Temporada 2009-2010
En septiembre de 2009 comenzó la 9.ª edición de la Magners League, con los mismos 10 equipos de las 2 temporadas anteriores. En esta temporada se introdujeron por primera vez los playoffs a continuación de la liga regular para definir al campeón. Al cabo de las 18 jornadas ligueras, se clasificaron para las semifinales Leinster, Ospreys, Glasgow y Munster por este orden. La final enfrentó en Dublín a Leinster contra Ospreys, siendo el conjunto visitante el que se hizo con el título a vencer por 12 a 17. Dan Parks, apertura de Glasgow Warriors, acabó la temporada como máximo anotador, con 164 puntos, y el joven ala holandés Tim Visser de Edinburgh terminó con 10 ensayos.

### Principios de la década de 2010
Durante la temporada 2013-14, surge un conflicto entre las franquicias galesas y la Unión de Rugby de Gales, ya que estos anunciaron que no quieren comprometerse con la WRU, cuyo contrato finaliza en junio. Por el momento no hay solución para el problema. La WRU ya había anunciado que si no se arregla con Cardiff Blues, Newport Dragons, Llanelli Scarlets y Ospreys Rugby, ya avisó que unirá otras provincias al Pro 12. El malestar entre ambas partes provocó las quejas y el pedido de los fanáticos galeses a la WRU para que ayude a sus clubes.
Las cuatro franquicias galesas pidieron participar en la Premiership ofreciendo 4 millones de libras cada uno para su ingreso a la liga. Pero esta posibilidad quedó descartada, ya que, tanto la RFU como la WRU no le permitirían ingresar a la liga inglesa a los clubes galeses.
Otro problema que la liga debió afrontar fue la continuidad de los dos equipos italianos, Benetton Treviso y Zebre, podrían dejar el torneo debido a que la Federación Italiana de Rugby no está contenta con los resultados obtenidos en lo deportivo y también en lo económico.
Desde la FIR aseguraron que no es un modelo sostenible, porque mucho de su presupuesto se va en solo dos equipos, y no tienen el mismo trato que los otros países que juegan el Pro 12.
Además planeaban redirigir lo invertido en estos dos clubes en una nueva liga doméstica de ocho equipos y nuevos centros de formación.
Pese a la crisis en el rugby italiano, la FIR, confirmó que mantendrá dos equipos en la Liga Celta. En un principio quedó confirmada la continuidad de Zebre y la renuncia de Benetton Treviso para la próxima temporada. Luego, el equipo de Treviso rectificó su posición y continuará en la liga.

### Incorporación de equipos de Sudáfrica
En la temporada 2017-2018, los equipos sudafricanos, Southern Kings y Cheetahs fueron incorporados en la liga luego de ser excluidos del Súper Rugby.

### United Rugby Championship
En 2020, durante la pandemia de COVID-19, los equipos más fuertes de Sudáfrica (Bulls, Lions, Sharks y Stormers) decidieron incorporarse al United Rugby Championship, uno de los factores importantes en la toma de la decisión fueron los largos viajes a Nueva Zelanda y Australia que impedía que los equipos disputaran sus encuentros en la zona horaria correspondiente a Sudáfrica, con la inclusión en el torneo los equipos de Sudáfrica podrán clasificar a la Copa de Campeones Europeos de Rugby.

## Palmarés
| Liga Celta | Liga Celta | Liga Celta        | Liga Celta        |
| ---------- | ---------- | ----------------- | ----------------- |
| Temporada  | NºEq.      | Ganador           | Segundo           |
| 2001-2002  | 15         | Leinster          | Munster           |
| 2002-2003  | 16         | Munster           | Neath             |
| 2003-2004  | 12         | Llanelli Scarlets | Ulster            |
| 2004-2005  | 11         | Ospreys           | Munster           |
| 2005-2006  | 11         | Ulster            | Leinster          |
| 2006-2007  | 11         | Ospreys           | Cardiff Blues     |
| 2007-2008  | 10         | Leinster          | Cardiff Blues     |
| 2008-2009  | 10         | Munster           | Edinburgh         |
| 2009-2010  | 10         | Ospreys           | Leinster          |
| 2010-2011  | 12         | Munster           | Leinster          |
| 2011-2012  | 12         | Ospreys           | Leinster          |
| 2012-2013  | 12         | Leinster          | Ulster            |
| 2013-2014  | 12         | Leinster          | Glasgow           |
| 2014-2015  | 12         | Glasgow           | Munster           |
| 2015-2016  | 12         | Connacht          | Leinster          |
| 2016-2017  | 12         | Llanelli Scarlets | Munster           |
| 2017-2018  | 14         | Leinster          | Llanelli Scarlets |
| 2018-2019  | 14         | Leinster          | Glasgow           |
| 2019-2020  | 14         | Leinster          | Ulster            |
| 2020-2021  | 12         | Leinster          | Munster           |
| 2021-2022  | 16         | Stormers          | Bulls             |
| 2022-2023  | 16         | Munster           | Stormers          |
| 2023-2024  | 16         | Glasgow           | Bulls             |
| 2024-2025  | 16         | Leinster          | Bulls             |

| Copa Celta | Copa Celta | Copa Celta | Copa Celta        |
| ---------- | ---------- | ---------- | ----------------- |
| Temporada  | NºEq.      | Ganador    | Finalista         |
| 2003-04    | 12         | Ulster     | Edinburgh         |
| 2004-05    | 8          | Munster    | Llanelli Scarlets |

| Pro14 Rainbow Cup | Pro14 Rainbow Cup | Pro14 Rainbow Cup | Pro14 Rainbow Cup |
| ----------------- | ----------------- | ----------------- | ----------------- |
| Temporada         | NºEq.             | Ganador           | Finalista         |
| 2021              | 16                | Benetton Rugby    | Bulls             |

### Títulos por club
Datos actualizados: Temporada 2024-25.
| Equipo           | Títulos | Subcampeonatos | Años campeonatos                                     | Años subcampeonatos          |
| ---------------- | ------- | -------------- | ---------------------------------------------------- | ---------------------------- |
| Leinster         | 9       | 5              | 2002, 2008, 2013, 2014, 2018, 2019, 2020, 2021, 2025 | 2006, 2010, 2011, 2012, 2016 |
| Munster Rugby    | 4       | 5              | 2003, 2009, 2011, 2023                               | 2002, 2005, 2015, 2017, 2021 |
| Ospreys          | 4       | -              | 2005, 2007, 2010, 2012                               |                              |
| Glasgow Warriors | 2       | 2              | 2015, 2024                                           | 2014, 2019                   |
| Scarlets         | 2       | 1              | 2004, 2017                                           | 2018                         |
| Ulster Rugby     | 1       | 3              | 2006                                                 | 2004, 2013, 2020             |
| Stormers         | 1       | 1              | 2022                                                 | 2023                         |
| Connacht Rugby   | 1       | -              | 2016                                                 |                              |
| Bulls            | -       | 3              |                                                      | 2022, 2024, 2025             |
| Cardiff Rugby    | -       | 2              |                                                      | 2007, 2008                   |
| Neath RFC        | -       | 1              |                                                      | 2003                         |
| Edinburgh Rugby  | -       | 1              |                                                      | 2009                         |

### Títulos por Unión
| Unión     | Títulos | Subcampeón | Clubes campeones                                    |
| --------- | ------- | ---------- | --------------------------------------------------- |
| Irlanda   | 15      | 13         | Leinster (9), Munster (4), Ulster (1), Connacht (1) |
| Gales     | 6       | 4          | Ospreys (4), Scarlets (2)                           |
| Escocia   | 2       | 3          | Glasgow (2)                                         |
| Sudáfrica | 1       | 4          | Stormers (1)                                        |

## Estadísticas
- Récord de puntos anotados por un jugador en una temporada:
  - 287 (Felipe Contepomi, Leinster, 2005-2006)
- Récord de tries anotados por un jugador en una temporada:
  - 16 (Tom Stewart, Ulster Rugby, 2022-2023)
- Récord de público en un partido de la Liga Celta:
  - 80 468 espectadores (Leinster vs. Munster en Croke Park el 12 de octubre de 2024)